# Mohammad Azharuddin
Mohammad Azharuddin (* 8. Februar 1963 in Hyderabad, Indien) ist ein ehemaliger indischer Cricketspieler und Mannschaftskapitän der indischen Nationalmannschaft, der nach seiner Karriere als Politiker Mitglied des indischen Parlaments Lok Sabha war.

## Kindheit und Ausbildung
Azharuddin wuchs in Hyderabad auf und besuchte die All Saints High School, Hyderabad und graduierte an der Osmania University mit einem Bachelor. Das Cricket-Spiel begann er mit 10 Jahren.

## Cricketkarriere

### Die Anfänge
1981 gab Azharuddin für Hyderabad sein Debüt im First-Class-Cricket in der Ranji Trophy. Während der Ranji Trophy Saison 1982/83 erzielte er 2648 Runs in 49 Innings, in der folgenden Saison 2499 Runs in 60 Innings.

### Der Aufstieg in die Nationalmannschaft
Seine Test-Karriere begann Azharuddin bei der Tour gegen England in der Saison 1984/85. Er erregte aufsehen, in dem ihm als bisher einzigen in seinen ersten drei Tests jeweils ein Century (100 Runs in einem Innings) gelang. Auf der gleichen Tour spielte er auch sein erstes ODI. Damit war er im Team etabliert und spielte bei den weiteren Turnieren der Saison. So war er sowohl beim Benson & Hedges World Championship of Cricket 1984/85 in Australien als auch beim Rothmans Four-Nations Cup 1984/85 in den Vereinigten Arabischen Emiraten hatte er bei Spielen gegen Pakistan mit 93* bzw. 47 Runs einen erheblichen Anteil am Erfolg. Im folgenden Winter zeigte er konstante Leistungen und erzielte einige Fifties (50 Runs im Innings). Bei der Tour in England 1986 erzielte er mit 86* im ersten ODI die meisten Runs und sorgte so für den einzigen Sieg der Serie für Indien. Bei dieser Tour war er auch der erfolgreichste indische Batsman. Auf der Tour gegen Australien und der Champions Trophy 1986/87 blieb Azharuddin glanzlos. Bei der Tour gegen Sri Lanka erzielte er mit 199 Runs die höchste Zahl an Runs bei einem Test in seiner Karriere. Im Verlauf der Tour erzielte er ein weiteres ODI-Century. Für das Jahr 1986 wurde er mit dem Arjuna Award ausgezeichnet. Als Nächstes war Pakistan zu Gast in Indien und Azharuddin gelang neben zwei Test-Centuries eine hervorgehobene Leistung beim Fielding. Beim Cricket World Cup 1987 konnte er mit starken Leistungen dazu beitragen die Gruppenphase erfolgreich zu bestehen. Auch erzielte er im Halbfinale gegen England die meisten Runs für Indien, jedoch reichte es nicht für einen Sieg und Indien schied aus. Seine nächste hervorgehobene Rolle spielte er bei der Tour gegen Neuseeland 1988/89, wo er unter anderem 81 Runs im dritten Test erzielte, was für Neuseeland zu viel war, um im zweiten Innings das Spiel zu drehen. Auch erzielte er ein Century in der ODI-Serie. Seine Leistungen auf der folgenden Tour in den West Indies waren durch eine Verletzung an der Leiste geprägt, die ihn schon zuvor Probleme bereitete, jedoch nicht behandelt wurde. Beim Debüt Sachin Tendulkars während der Tour gegen Pakistan 1989/90 gelang ihm ein Century. Indien konnte bei der Tour nicht überzeugen und so versuchte der Verband einen Umbruch zu erzwingen.

### Ernennung zum Kapitän
Zur folgenden Tour nach Neuseeland schickte man ein unerfahrenes Team. Vom Leiter des Verbandes Raj Singh Dungarpur wurde Azharuddin mit der Frage "Miyaan, captain banoge?" (Bruder, willst du Kapitän sein?) zum neuen Kapitän der Mannschaft ernannt. Auf der Tour gehörte er noch zu den besseren Batsman, unter anderem mit einem Century von 192 Runs, konnte jedoch die Niederlage nicht vermeiden. Im Sommer 1990 reiste er mit der Nationalmannschaft nach England, wo er das Team, das sich im Neuaufbau befand, anführte. Mit zwei starken Leistungen Azharuddins konnte die ODI-Serie 2–0 gewonnen werden. Im ersten Test hatte Graham Gooch die Engländer mit seinen 333 Runs in eine sehr gute Ausgangsposition gebracht und Indien hatte große Probleme das Follow-On zu vermeiden. In dieser Situation erzielte Azharuddin mit 121 Runs wichtige Punkte um Indien im Spiel zu halten. Ein weiteres Century von Gooch sorgte jedoch dafür, dass England den entscheidenden Sieg der Serie erzielte. Im zweiten test erzielte er 179 Runs, jedoch konnte England das Remis retten. In der folgenden Saison zeigte er nur mäßige Leistungen. Ab dem Sommer 1991 spielte er für Derbyshire im englischen County Cricket. Auch wurde er in dem Jahr zu einem der Wisden Cricketers of the Year ernannt. Im Nationalteam geriet Azharuddin unter Druck, da er selbst keine guten Leistungen ablieferte. Vor allem bei der Tour in Australien schaffte er es nicht sich an die Bedingungen anzupassen. Nur beim vierten Test in Adelaide gelang ihm mit einem Century von 106 Runs sich durchzusetzen. Beim Cricket World Cup 1992 zeigte er und das Team schwache Leistungen und schied in der Vorrunde aus. Nur gegen Australien konnte er mit 93 Runs eine starke Leistung abliefern. Gegen Südafrika konnte Azharuddin nur ein Fifty erzielen und auch sonst gelang es ihm als Kapitän nicht das Team zum Erfolg zu bringen. Dies erhöhte den Druck auf ihn, aber wieder konnte er sich mit einem starken Innings im ersten Test der folgenden Tour gegen England mit 182 Runs behaupten. Indien gewann daraufhin die Test-Serie 3–0. Im siebten und letzten Spiel der ODI-Serie gegen England konnte er mit 95* das 3–3 unentschieden der Serie retten. Die nächsten Centuries gelangen ihm in zwei aufeinander folgenden Tests gegen Sri Lanka. Mit 108 und 152 Runs sicherte er den klaren Tour-Erfolg. In der fogle blieb er glanzlos, konnte jedoch das Team als Kapitän zu erfolgen führen. So gewann er mit Indien beispielsweise die Asia Cup 1995.

### Absetzung als Kapitän
Beim Cricket World Cup 1996 scheiterte Indien im Halbfinale an Sri Lanka. Entscheidend dafür war die Entscheidung mit dem Fielding zu beginnen, da sich der Pitch für Indien in ihrem Innings als nicht beherrschbar herausstellte. Azharuddin rechtfertigte seine Entscheidung damit, dass sie kollektiv vom Team getroffen wurde und dass er befürchtete, dass Sri Lanka zu gute Qualitäten beim Aufholen großer Rückstände hätte. Dennoch wurde die Entscheidung am Münzwurf von vielen als eine der größten Fehlentscheidungen eines Team-Kapitäns überhaupt angesehen. Im Sommer unterlag man bei der Tour in England sowohl in der Test- als auch in der ODI-Serie. Azharuddin wurden Kommunikationsmängel mit seiner Mannschaft vorgeworfen. Nach einem Streit mit dem Kapitän verließ der indische Spieler Navjot Singh Sidhu noch vor dem Start der Tour das team und kehrte nach Indien zurück. Die Leistungen auf dem Feld von Azharuddin waren ebenfalls unzureichend. Das alles führte dazu, dass er nach Abschluss der Tour als Kapitän entlassen wurde und Sachin Tendulkar das Amt übernahm.
Azharuddin war zu diesem Zeitpunkt einer der statistisch besten Kapitäne Indiens. In der Saison 1996/97 konnte er seine Leistungen wieder steigern. Vor allem bei der Tour gegen Südafrika entschied er die Test-Serie für Indien. Im zweiten Test der Serie erzielte er in 74 Bällen das Century und egalisierte zu diesem Zeitpunkt den Rekord für das schnellste Test-Century. Im dritten Test erzielte er noch einmal 163* im zweiten Innings. Auch auf der folgenden Test-Serie in Südafrika gelang ihm ein Century. Jedoch tat er sich in der Tour auf den West Indies schwer und als Konsequenz wurde er aus dem Team geworfen. Dennoch war er beim Asia Cup 1997 wieder im Team und konnte dort zwei Mal 81 Runs erzielen. Auch bei der folgenden Tour gegen Sri Lanka konnte er mit je einem Test- und einem ODI-Century überzeugen. Beim Friendship Cup gegen Pakistan gelangen Azharuddin drei Fifties in fünf spielen, die zumeist auch das Spiel für Indien entschieden.

### Wiedereinsetzung als Kapitän
Zu Beginn der Saison 1997/98 kam Indien unter Druck, da die Leistungen des Teams nicht mehr überzeugten. Nach der Heimtour gegen Sri Lanka bei der beide Serien unentschieden endeten, wurde Sachin Tendulkar von seinem Kapitänsposten enthoben und das Auswahlkomitee entschied sich wieder Azharuddin als Kapitän einzusetzen. Wieder im Amt erzielte er beim Silver Jubilee Independence Cup 1997/98 ein ODI-Century gegen Pakistan. Die folgende erfolgreiche Test-Serie gegen Australien wurde im zweiten Test durch ein Century von 163* entschieden. Bei der Pepsi Triangular Series 1997/98 gelang ihm ein ODI-Century gegen Simbabwe. Bei den zahlreichen ODI, die Indien zu dieser Zeit bei Touren und Turnieren spielte, gelang Azharuddin immer mal wieder spielentscheidende Fifty. Ein weiteres Century gelang gegen Pakistan in Toronto und gegen Neuseeland in der Test-Serie der Saison 1998/99. Die weitere Vorbereitung für den Cricket World Cup 1999 in England verlief für Azharuddin bei konstanten Leistungen. Beim World Cup selbst konnte er jedoch nur schwache Leistungen am Schlag zeigen und so schaffte es Indien sich nicht für das Halbfinale zu qualifizieren. Als Konsequenz wurde er ein weiteres Mal durch Tendulkar als Kapitän abgelöst.

### Der Wettskandal und lebenslange Sperre
Nachd er Absetzung als Kapitän wurde er zunächst aus dem Team geworfen. Es dauerte bis zur Tour gegen Südafrika bis Azharuddin wieder im Kader stand. Das indische Team tat sich schwer konnte jedoch nach verlorener Test-Serie, bei der Azharuddin ein Century erzielte, zumindest die ODI-Serie für sich entscheiden. Allerdings wurde drei Wochen nach der Tour bekannt, dass im Rahmen des letzten ODIs Telefongespräche zwischen einem Buchmacher und dem südafrikanischen Kapitän Hansie Cronje abgehört wurden, der in Spielen gegen Bezahlung dafür sorgte das das Team schwach spielte. Azharuddin spielte noch beim Coca-Cola Cup 1999/2000 und Asia Cup 2000, bevor Ende Juni 2000 bei den Verhören von Cronje herauskam, das Azharuddin Cronje mit dem Buchmacher Mukesh Gupta in Kontakt gebracht hatte. Dieser Kontakt sei nach der Aussage Cronjes sei bei der Tour Südafrikas in Indien 1996/97 im Rahmen des dritten Tests in Kanpur erfolgt. Daraufhin wurde auch Azharuddin verhört. Medienberichte legten nahe, dass er in den folgenden drei ODI manipuliert haben soll: je eins beim Titan Cup 1996/97 gegen Südafrika in Rajkot, das Finale des Asia Cups 1997 in Colombo gegen Sri Lanka und das dritte Spiel des Pepsi Cup 1998/99 gegen Pakistan in Jaipur. All diese Spiele hatte Indien verloren. Jedoch verneinte Azharuddin in einem Interview nach dem Verhör die Anschuldigungen. Azharuddin wurde daraufhin vom indischen Verband mit einer Lebenslangen Sperre belegt.

### Nach der Sperre
In 2003 versuchte Azharuddin die Sperre gerichtlich aufheben zu lassen, scheiterte jedoch zunächst. Für Aufmerksamkeit sorgte, das Azharuddin 2006 für nicht-professionelle Spiele nominiert wurde. Auch spielte er in der Folge bei weiteren Events. In 2012 wurde seine Sperre durch ein Gericht für illegal erklärt.

## Politische Karriere
Bei der indischen Parlamentswahl 2009 erreichte er für den indischen Nationalkongress einen Sitz in der Lok Sabha. Bei der Parlamentswahl 2014 konnte er keinen Platz erringen.